# Паравеспа царська
Паравеспа царська (Paravespa rex) — вид комах з родини Vespidae.

## Морфологічні ознаки
Єдиний вид Vespidae в Україні з основним темно-червоним забарвленням тіла. Середньо спинка та вершинні сегменти черевця чорні. Довжина тіла — 15-18 мм.

## Поширення
Середземноморсько-середньоазіатський вид. Ареал: Крим, південно-східний і південний Казахстан, Киргизстан, Узбекистан, Мала Азія, Іран.
В Україні відзначений у східній частині південного берега Криму, де проходить північно-західна межа його ареалу.

## Особливості біології
Мешкає в напівпустельних і пустельних ландшафтах Південного берегу Криму. Дає 1 генерацію на рік. Біологія гніздування невідома. Інші види роду Paravespa гніздяться в ґрунті на горизонтальних ділянках, біля входу в гніздо самиця будує вертикальну трубку із землі. Імаго — антофіли, личинки — ентомофаги.

## Загрози та охорона
Загрози: підвищене рекреаційне навантаження, випас худоби, забруднення місцеперебувань побутовим сміттям.
Необхідне надання заповідного статусу всім місцям перебування виду.